# 洪瑞釗
洪瑞钊（1906年—1996年），字君勉，浙江瑞安人，中华民国及中华人民共和国政治人物。

## 生平
洪瑞钊家居住在瑞安城关。洪瑞钊是洪彦远之侄。洪瑞钊自国立东南大学法科毕业后，历任国民政府交通部秘书，三民主义青年团总团文书处处长，立法委员，中山大学教职等等。
1921年7月9日，《时事新报·学灯》刊登了洪瑞钊的《中国新兴的象征主义文学》一文。鲁迅在1921年7月13日致周作人的信中评论该文称：“《时事新报》有某君（忘其名）一文，大骂自然主义而欣幸中国已有象征主义作品之发生。然而他之所谓象征作品者，曰冰心女士的《超人》，《月光》，叶圣陶的《低能儿》，许地山的《命命鸟》之类，这真教人不知所云，痛杀我辈者也。我本也想抗议，既而思之则‘何必’，所以大约作罢耳。”
1928年4月，中国国民党曾赞助洪瑞钊的《革命与恋爱》一书出版。书中指出，在中国国民党革命阵营内，浪漫爱情已成“足使有心人顾虑低徊而引以为忧”的问题。书中提倡立场更坚定的国民革命，认为“在国家存亡之秋，一个坚强的革命者必须压抑个人的欲求，以公共福祉为重；他必须调整他的情感，避免陷入或禁欲、或放荡的两极。”“性欲反可以作人生向上的集点了……尤其性苦闷的青年，如其不愿意走消极的路，最好能够把对于异性的爱，提高而为对真善美的爱；扩大而为对家庭社会民族的爱，以努力于学术建设和国民革命的工作。”
1949年，洪瑞钊与部分立法委员在上海宣布起义，投向中国共产党方面。1950年，洪瑞钊等立法委员因“附逆，均已奉明令通緝”，遭中华民国撤销立法委员职务。
中华人民共和国时期，洪瑞钊曾任民革中央团结委员会委员，曾为宣传“一国两制”、祖国统一作出贡献。
1996年，洪瑞钊逝世。

## 著作
- 洪瑞钊，革命与恋爱，上海：民智书局，1928年
- 洪瑞钊，革命的人生观，上海：民智书局，1929年
- 洪瑞钊，中国新兴的象征主义文学，时事新报·学灯1921年7月9日
- 洪瑞钊，缅怀伟大的爱国主义革命家孙中山先生，中国国民党革命委员会中央委员会，2008-11-03[永久]